# Türhänger

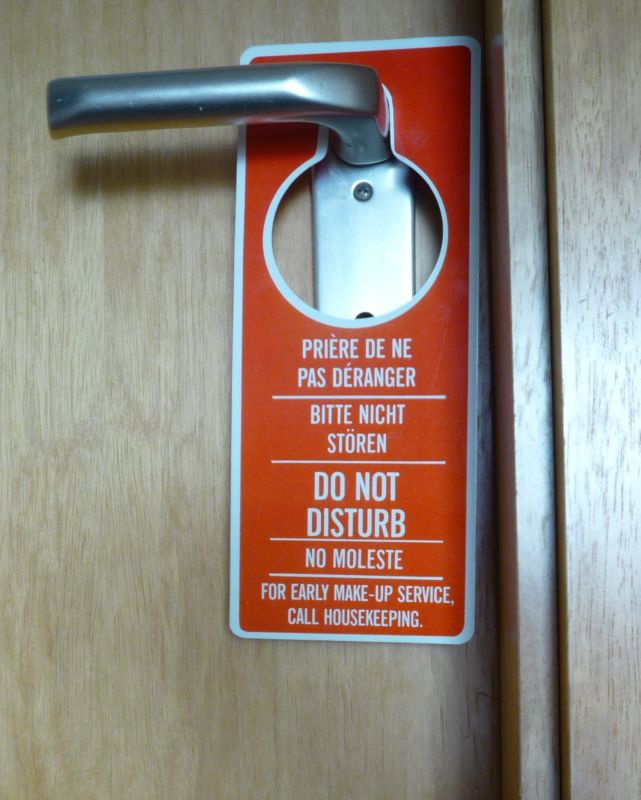
Üblicher Hotel-Türhänger mit der Aufschrift „Bitte nicht stören“ in mehreren Sprachen

Ein Türhänger oder Türanhänger ist ein Schild aus Kunststoff, Metall oder Karton, welches vorübergehend oder dauerhaft zur Kommunikation an Türklinken gehängt wird. Da Türklinken in jedem Fall vor dem Eintreten gesehen werden, eignen sie sich besonders zur Vermittlung von Informationen.
Während manchmal auch die Bezeichnung Türschild verwendet wird, ist damit ein nicht notwendigerweise an einer Türklinke, unter Umständen dauerhaft befestigtes Schild gemeint.

## Einsatz
In Hotels oder anderen Unterkünften dienen Türhänger zur Kommunikation zwischen Gästen und Angestellten, etwa als Aufforderung zur Zimmerreinigung oder als Bitte, nicht zu stören. In anderen Einrichtungen werden Türhänger verwendet, um generell Störungen durch Unbefugte zu vermeiden, etwa während Sitzungen oder Prüfungen. Des Weiteren können Türhänger als Werbung an Haustüren aufgehängt werden.

## Probleme
Es gab Fälle, in denen Türhänger mit der Aufforderung, nicht zu stören, dafür verantwortlich gemacht wurden, dass Selbstmorde, Morde oder andere kriminelle Aktivitäten verspätet festgestellt wurden.